# ميخائيل غيفين
ميخائيل غيفين هو لاعب كرة قدم كندية كندي، ولد في 24 يناير 1984 في كينغستون في كندا.